# Lista över världsarv i Asien
Detta är en lista över världsarv i Asien.. Idag (3 augusti 2010) finns här 220 världsarv, därav är 173 kulturarv, 43 naturarv och 4 kultur- och naturarv (Cypern och EU:s kandidatland, Turkiet räknas här in i Europa. För Ryssland räknas här endast den asiatiska delen). Totalt finns i Asien 24,1 % av alla världsarv.
| K | Kulturarv            |
| N | Naturarv             |
| X | Kultur- och naturarv |

## Afghanistan
| År   | Typ | Namn                                            |
| ---- | --- | ----------------------------------------------- |
| 2002 | K   | Hari Ruds minaret och fornlämningarna i Jam     |
| 2003 | K   | Bamiyan-dalens kulturlandskap och fornlämningar |

## Armenien
| År   | Typ | Namn                                               |
| ---- | --- | -------------------------------------------------- |
| 1996 | K   | Klostren i Haghpat och Sanahin (utvidgat 2000)     |
| 2000 | K   | Övre Azat-dalen och klostret i Geghard             |
| 2000 | K   | Zvartnots och katedralen och kyrkorna i Etjmiadzin |

## Azerbajdzjan
| År   | Typ | Namn                                                         |
| ---- | --- | ------------------------------------------------------------ |
| 2000 | K   | Gamla stan i Baku med Sjirvansjahernas palats och Qız Qalası |
| 2007 | K   | Kulturlandskapet Gobustans klippmålningar                    |

## Bahrain
| År   | Typ | Namn                                   |
| ---- | --- | -------------------------------------- |
| 2005 | K   | Qal'at al-Bahrains arkeologiska område |

## Bangladesh
| År   | Typ | Namn                                   |
| ---- | --- | -------------------------------------- |
| 1985 | K   | Moskéstaden Bagerhat                   |
| 1985 | K   | Buddhistiska tempelruinerna i Paharpur |
| 1997 | N   | Sundarbans mangroveskog                |

## Cypern[2]
| År   | Typ | Namn                                    |
| ---- | --- | --------------------------------------- |
| 1980 | K   | Pafos                                   |
| 1985 | K   | Målade kyrkor i Troodos (utvidgat 2001) |
| 1998 | K   | Choirokoitia                            |

## Filippinerna
| År   | Typ | Namn                                                                         |
| ---- | --- | ---------------------------------------------------------------------------- |
| 1993 | K   | Filippinernas barockkyrkor                                                   |
| 1993 | N   | Tubbataharevets marina park                                                  |
| 1995 | K   | Risterrasserna i Cordilleras                                                 |
| 1999 | N   | Puerto Princesa Subterranean River National Park med dess underjordiska flod |
| 1999 | K   | Vigan den historiska staden                                                  |

## Georgien
| År   | Typ | Namn                                 |
| ---- | --- | ------------------------------------ |
| 1994 | K   | Bagratikatedralen och Gelatiklostret |
| 1994 | K   | Stadsmuseet Mtscheta                 |
| 1996 | K   | Övre Svanetien                       |

## Indien
| År   | Delstat          | Typ | Namn                                                                           |
| ---- | ---------------- | --- | ------------------------------------------------------------------------------ |
| 1983 | Maharashtra      | K   | Ajantagrottorna                                                                |
| 1983 | Maharashtra      | K   | Elloragrottorna                                                                |
| 1983 | Uttar Pradesh    | K   | Agrafortet                                                                     |
| 1983 | Uttar Pradesh    | K   | Taj Mahal                                                                      |
| 1984 | Orissa           | K   | Soltemplet i Konarak                                                           |
| 1984 | Tamil Nadu       | K   | Monumenten i Mahabalipuram                                                     |
| 1985 | Assam            | N   | Kaziranga nationalpark                                                         |
| 1986 | Assam            | N   | Manas vildmarksreservat                                                        |
| 1985 | Rajasthan        | N   | Keoladeo nationalpark                                                          |
| 1986 | Goa              | K   | Kyrkor och kloster i Goa                                                       |
| 1986 | Madhya Pradesh   | K   | Monumenten i Khajuraho                                                         |
| 1986 | Karnataka        | K   | Ruinerna i Hampi                                                               |
| 1986 | Uttar Pradesh    | K   | Fatehpur Sikri                                                                 |
| 1987 | Karnataka        | K   | Monumenten i Pattadakal                                                        |
| 1987 | Maharashtra      | K   | Elephantagrottorna                                                             |
| 1987 | Tamil Nadu       | K   | Brihadisvaratemplet, Thanjavur                                                 |
| 1987 | Västbengalen     | N   | Sundarbans nationalpark                                                        |
| 1988 | Uttarakhand      | N   | 2005 – Nanda Devi och Valley of Flowers nationalpark                           |
| 1989 | Madhya Pradesh   | K   | Buddhistmonumenten i Sanchi                                                    |
| 1993 | Delhi            | K   | Humajuns grav, Delhi                                                           |
| 1993 | Delhi            | K   | Qutb Minar med sina monument, Delhi                                            |
| 1999 | Västbengalen     | K   | Bergsjärnvägar i Indien: Darjeeling Himalayan Railway                          |
| 2002 | Bihar            | K   | Mahabodhis tempelbyggnader vid Bodh Gaya                                       |
| 2003 | Madhya Pradesh   | K   | Klippformationerna i Bhimbetka                                                 |
| 2004 | Gujarat          | K   | Champaner-Pavagadhs arkeologiska park                                          |
| 2004 | Maharashtra      | K   | Chhatrapati Shivajistationen i Bombay                                          |
| 2005 | Tamil Nadu       | K   | Bergsjärnvägar i Indien: Nilgiri Mountain Railway                              |
| 2007 | Delhi            | K   | Komplexet Röda fortet                                                          |
| 2008 | Himachal Pradesh | K   | Bergsjärnvägar i Indien: Kalka-Shimla Railway (delvis även i Haryana)          |
| 2008 | Haryana          | K   | Bergsjärnvägar i Indien: Kalka-Shimla Railway (delvis även i Himachal Pradesh) |
| 2010 | Rajasthan        | K   | Jantar Mantar i Jaipur                                                         |

## Indonesien
| År   | Typ | Namn                                       |
| ---- | --- | ------------------------------------------ |
| 1991 | K   | Borobudur tempelområde                     |
| 1991 | N   | Komodo nationalpark                        |
| 1991 | N   | Ujung Kulon nationalpark                   |
| 1991 | K   | Prambanan tempelområde                     |
| 1996 | K   | Sangiran fyndplats för fossil av hominider |
| 1999 | N   | Lorentz nationalpark                       |
| 2004 | N   | Sumatras tropiska regnskog                 |

## Irak
| År   | Typ | Namn                        |
| ---- | --- | --------------------------- |
| 1985 | K   | Hatra                       |
| 2003 | K   | Ashur (Qal'at Sherqat)      |
| 2007 | K   | Arkeologiska staden Samarra |

## Iran
| År   | Typ | Namn                                                  |
| ---- | --- | ----------------------------------------------------- |
| 1979 | K   | Tchogha Zanbil                                        |
| 1979 | K   | Persepolis                                            |
| 1979 | K   | Naqsh-e Jahantorget (och Shahmoskén), Isfahan         |
| 2003 | K   | Takht-e Soleyman                                      |
| 2004 | K   | Pasargadae                                            |
| 2004 | K   | Bam och dess kulturlandskap                           |
| 2005 | K   | Soltaniyeh                                            |
| 2006 | K   | Behistuninskriften                                    |
| 2008 | K   | Armeniska kloster i Iran                              |
| 2009 | K   | Shushtars historiska hydrayliska system               |
| 2010 | K   | Shejk Safi al-Din Khānegāh och helgedomarna i Ardabil |
| 2010 | K   | Tabriz historiska basarkomplex                        |
| 2011 | K   | Persiska trädgården                                   |

## Israel
| År   | Typ | Namn                                                           |
| ---- | --- | -------------------------------------------------------------- |
| 1981 | K   | Gamla Jerusalem                                                |
| 2001 | K   | Masada                                                         |
| 2001 | K   | Akko, gamla staden                                             |
| 2003 | K   | Tel Aviv, den vita staden                                      |
| 2005 | K   | Ruinhögarna av de bibliska städerna Megiddo, Hazor, Beer Sheba |
| 2005 | K   | Rökelsens handelsväg                                           |
| 2008 | K   | Bahá'ís heliga platser i Haifa och västra Galileen             |

## Japan
| År   | Prefektur | Typ | Namn                                                                             |
| ---- | --------- | --- | -------------------------------------------------------------------------------- |
| 1993 | Hyōgo     | K   | Slottet Himeji-jo                                                                |
| 1993 | Nara      | K   | Buddhistiska monument i Horyu-ji-området                                         |
| 1993 | Akita     | N   | Shirakami-Sanchi (delvis i Aomori prefektur)                                     |
| 1993 | Aomori    | N   | Shirakami-Sanchi (delvis i Akita prefektur)                                      |
| 1993 | Kagoshima | N   | Yakushima                                                                        |
| 1994 | Kyoto     | K   | Historiska Kyoto (Historiska byggnader i nuvarande städerna Kyoto, Uji och Ōtsu) |
| 1995 | Gifu      | K   | Historiska byar i Shirakawa-go och Gokayama: Ogimachi                            |
| 1995 | Toyama    | K   | Historiska byar i Shirakawa-go och Gokayama: Ainokura och Suganuma               |
| 1996 | Hiroshima | K   | Fredsmonumentet i Hiroshima (Genbaku-kupolen)                                    |
| 1996 | Hiroshima | K   | Itsukushima, shintohelgedom                                                      |
| 1998 | Nara      | K   | Historiska monument i forntida Nara                                              |
| 1999 | Tochigi   | K   | Helgedomar och tempel i Nikko                                                    |
| 2000 | Okinawa   | K   | Gusukuplatser och områden i kungadömet Ryukyu                                    |
| 2004 | Mie       | K   | Heliga platser och pilgrimsvägar i Kiibergen                                     |
| 2004 | Nara      | K   | Heliga platser och pilgrimsvägar i Kiibergen                                     |
| 2004 | Wakayama  | K   | Heliga platser och pilgrimsvägar i Kiibergen                                     |
| 2005 | Hokkaido  | N   | Shiretoko nationalpark                                                           |
| 2007 | Shimane   | K   | Silvergruvorna och kulturlandskapet i Iwami Ginzan                               |
| 2011 | Tokyo     | N   | Ogasawaraöarna                                                                   |
| 2011 | Iwate     | K   | Historiska monument och platser i Hiraizumi                                      |

## Jemen
| År   | Typ | Namn                           |
| ---- | --- | ------------------------------ |
| 1982 | K   | Den muromgärdade staden Shibam |
| 1986 | K   | De historiska delarna av Sana  |
| 1993 | K   | Den historiska staden Zabid    |
| 2008 | N   | Sokotra                        |

## Jerusalem
| År   | Typ | Namn                            |
| ---- | --- | ------------------------------- |
| 1981 | K   | Gamla Jerusalem och dess murar* |

* Området ligger i östra Jerusalem som har kontrollerats av Israel sedan 1967, men inte erkänns som israeliskt territorium av FN och många länder. Världsarvet föreslogs av Jordanien.

## Jordanien
| År   | Typ | Namn                                        |
| ---- | --- | ------------------------------------------- |
| 1985 | K   | Petra                                       |
| 1985 | K   | Quseir Amra, ett av Ökenslotten i Jordanien |
| 2004 | K   | Um er-Rasas (Kastron Mefa’a)                |

## Kambodja
| År   | Typ | Namn                |
| ---- | --- | ------------------- |
| 1992 | K   | Angkor              |
| 2008 | K   | Preah Viheartemplet |

## Kazakstan
| År   | Typ | Namn                                                |
| ---- | --- | --------------------------------------------------- |
| 2003 | K   | Khoja Ahmed Yasawis mausoleum                       |
| 2004 | K   | Petroglyferna i det arkeologiska landskapet Tamgaly |
| 2008 | N   | Saryarka – stäpp och sjöar i norra Kazakstan        |

## Kina
| År   | Landsdel*      | Typ | Namn                                                                          |
| ---- | -------------- | --- | ----------------------------------------------------------------------------- |
| 1987 | -flera-        | K   | Kinesiska muren                                                               |
| 1987 | Gansu          | K   | Mogaogrottorna, i Dunhuang                                                    |
| 1987 | Shaanxi        | K   | Första Qin kejsarens grav med terrakottaarmen                                 |
| 1987 | Shandong       | X   | Taishan                                                                       |
| 1987 | Peking         | K   | Förbjudna staden (utvidgat 2004)                                              |
| 1987 | Peking         | K   | Pekingmänniskans fyndplats i Zhoukoudian                                      |
| 1990 | Anhui          | X   | Huangshan                                                                     |
| 1992 | Hunan          | N   | Wulingyuans natursköna och historiskt intressanta område                      |
| 1992 | Sichuan        | N   | Jiuzhaigoudalens natursköna och historiskt intressanta område                 |
| 1992 | Sichuan        | N   | Huanglong, naturskönt och historiskt intressant område                        |
| 1994 | Hebei          | K   | Qingdynastins sommarreseidens och tillhörande tempel, Chengde                 |
| 1994 | Hubei          | K   | Historiska byggnader i Wudangshan                                             |
| 1994 | Shandong       | K   | Konfucius tempel och kyrkogård och familjen Kongs egendom i Qufu              |
| 1994 | Tibet          | K   | Potalapalatset, Lhasa, Tibet (utvidgat med Jokhang 2000 och Norbulingka 2001) |
| 1996 | Jiangxi        | K   | Lushan nationalpark                                                           |
| 1996 | Sichuan        | X   | Emeishans natursköna område, inberäknat Jättebuddhan i Leshan                 |
| 1997 | Jiangsu        | K   | De klassiska trädgårdarna i Suzhou (utvidgat 2000)                            |
| 1997 | Shanxi         | K   | Den historiska staden Pingyao                                                 |
| 1997 | Yunnan         | K   | Gamla staden i Lijiang                                                        |
| 1998 | Peking         | K   | Kejsarträdgården (Sommarpalatset)                                             |
| 1998 | Peking         | K   | Himmelstemplet i Tiantanparken                                                |
| 1999 | Fujian         | X   | Wuyishan                                                                      |
| 1999 | Chongqing      | K   | Klippristningarna i Dazu                                                      |
| 2000 | Henan          | K   | Longmengrottorna, nära Luoyang                                                |
| 2000 | Anhui          | K   | De historiska byarna Xidi och Hongcun i södra Anhui                           |
| 2000 | -flera-        | K   | De kejserliga dynastierna Mings och Qings gravar                              |
| 2000 | Sichuan        | K   | Qinchengshan och bevattningsanläggningarna i Dujiangyans bevattningssystem    |
| 2001 | Shanxi         | K   | Yunganggrottorna i Datong                                                     |
| 2003 | Yunnan         | N   | De tre parallella flodernas nationalpark                                      |
| 2004 | Jilin          | K   | Landet Koguryos huvudstäder och gravar                                        |
| 2005 | Macao          | K   | Gamla staden i Macao                                                          |
| 2006 | Henan          | K   | Yin Xu                                                                        |
| 2006 | Sichuan        | N   | Jättepandans reservat i Sichuan - Wolong, Siguniangberget och Jiajinberget    |
| 2007 | -flera-        | N   | Sydkinesisk karst                                                             |
| 2007 | Guangdong      | K   | Kaiping Diaolou och byar                                                      |
| 2008 | Fujian         | K   | Fujian Tulou                                                                  |
| 2008 | Jiangxi        | N   | Sanqingshan nationalpark                                                      |
| 2009 | Shaanxi        | K   | Wutaishan                                                                     |
| 2010 | Henan          | K   | Historiska monument i Dengfeng                                                |
| 2010 | Guangdong      | N   | Danxia i Kina                                                                 |
| 2011 | Zhejiang       | K   | Kulturlandskapet Västra sjön i Hangzhou                                       |
| 2012 | Yunnan         | N   | Chengjiangs fossilplats                                                       |
| 2012 | Inre Mongoliet | K   | Xanadu                                                                        |
| 2013 | Yunnan         | K   | Honghe Hani risterrasser                                                      |
| 2013 | Xinjiang       | N   | Xinjiang Tianshan                                                             |
| 2013 | -flera-        | K   | Sidenvägen från Chang'an till Tianshan                                        |
| 2014 | -flera-        | K   | Stora kanalen                                                                 |
| 2015 | -flera-        | K   | Tusiplatserna                                                                 |
| 2016 | Guangxi        | K   | Huashans klippmålningar                                                       |
| 2015 | Hubei          | K   | Shennongjia                                                                   |
| 2017 | Qinghai        | N   | Hoh Xil                                                                       |
| 2017 | Fujian         | K   | Gulangyu                                                                      |

* Landsdel avser här provins, autonom region, storstadsområde eller särskild administrativ region

## Kirgizistan
| År   | Typ | Namn                       |
| ---- | --- | -------------------------- |
| 2009 | K   | Heliga berget Sulamain-Too |

## Laos
| År   | Typ | Namn                                                                        |
| ---- | --- | --------------------------------------------------------------------------- |
| 1995 | K   | Luang Phrabang med kungspalatset och buddhistiska klostren                  |
| 2001 | K   | Vat Phou och associerade antika bosättningar inom Champasaks kulturlandskap |

## Libanon
| År   | Typ | Namn                          |
| ---- | --- | ----------------------------- |
| 1984 | K   | Baalbek                       |
| 1984 | K   | Anjar                         |
| 1984 | K   | Tyrus                         |
| 1984 | K   | Byblos                        |
| 1998 | K   | Den heliga dalen Vadi Qadisha |

## Malaysia
| År   | Typ | Namn                                                        |
| ---- | --- | ----------------------------------------------------------- |
| 2000 | N   | Gunung Mulu nationalpark                                    |
| 2000 | N   | Kinabalu nationalpark                                       |
| 2008 | K   | Melaka och George Town, historiska städer vid Malackasundet |

## Mongoliet
| År   | Typ | Namn                         |
| ---- | --- | ---------------------------- |
| 2003 | N   | Uvs Nuur (delvis i Ryssland) |
| 2004 | K   | Orchondalens kulturlandskap  |

## Nepal
| År   | Typ | Namn                         |
| ---- | --- | ---------------------------- |
| 1979 | K   | Kathmandudalen               |
| 1979 | N   | Sagarmatha nationalpark      |
| 1984 | N   | Chitwans nationalpark        |
| 1997 | K   | Lumbini, Buddhas födelsestad |

## Nordkorea
| År   | Typ | Namn                                                          |
| ---- | --- | ------------------------------------------------------------- |
| 2004 | K   | Huvudstäder och gravområden till det gamla kungariket Koguryo |

## Oman
| År   | Typ | Namn                                                         |
| ---- | --- | ------------------------------------------------------------ |
| 1987 | K   | Bahlafortet                                                  |
| 1988 | K   | Arkeologiska platserna Bat, al-Khutm och al-Ayn              |
| 1994 | N   | Arabiska oryxreservatet (struket från världsarvslistan 2007) |
| 2000 | K   | Olibanumlandet                                               |
| 2006 | K   | Bevattningssystemet Aflaj                                    |

## Pakistan
| År   | Typ | Namn                                                                           |
| ---- | --- | ------------------------------------------------------------------------------ |
| 1980 | K   | Ruinstaden Mohenjo-daro                                                        |
| 1980 | K   | Buddhistiska ruinerna i Takht-i-Bahi och resterna av grannstaden Sahr-i-Bahlol |
| 1980 | K   | Ruinstaden Taxila                                                              |
| 1981 | K   | Fortet och Shalamars trädgård i Lahore                                         |
| 1981 | K   | Historiska monument i Thatta                                                   |
| 1997 | K   | Rohtas fort                                                                    |

## Ryssland
| År   | Federalt distrikt                 | Typ | Namn                                    |
| ---- | --------------------------------- | --- | --------------------------------------- |
| 1996 | Sibiriska federala distriktet     | N   | Bajkalsjön                              |
| 1996 | Fjärran österns federala distrikt | N   | Kamtjatkas vulkaner                     |
| 1998 | Sibiriska federala distriktet     | N   | Altais gyllene berg                     |
| 2001 | Fjärran österns federala distrikt | N   | Naturskyddsområdet Central-Sichote-Alin |
| 2003 | Sibiriska federala distriktet     | N   | Uvs Nuur (delvis i Mongoliet)           |
| 2004 | Fjärran österns federala distrikt | N   | Ekosystemet på ön Wrangel               |
| 2010 | Fjärran österns federala distrikt | N   | Putoranaplatån                          |

- För den europeiska delen av Ryssland, se Lista över världsarv i Europa#Ryssland

## Saudiarabien
| År   | Typ | Namn                                       |
| ---- | --- | ------------------------------------------ |
| 2008 | K   | Al-Hijrs arkeologiska plats (Madâin Sâlih) |
| 2010 | K   | At-Turaifdistriktet i ad-Dir'iyah*         |

## Sri Lanka
| År   | Typ | Namn                                                   |
| ---- | --- | ------------------------------------------------------ |
| 1982 | K   | Den heliga staden Anuradhapura                         |
| 1982 | K   | Den historiska staden Polonnaruwa                      |
| 1982 | K   | Den historiska staden Sigiriya                         |
| 1988 | K   | De äldre delarna av staden Galle och dess befästningar |
| 1988 | K   | Den heliga staden Kandy                                |
| 1988 | N   | Sinharaja skogsreservat                                |
| 1991 | K   | Det gyllene templet Dambulla                           |
| 2010 | N   | Sri Lankas centrala högland                            |

## Sydkorea
| År   | Typ | Namn                                               |
| ---- | --- | -------------------------------------------------- |
| 1995 | K   | Grottemplet i Seokguram och templet Bulguksa       |
| 1995 | K   | Haeinsatemplet                                     |
| 1995 | K   | Helgedomen Sjongmyo i Seoul                        |
| 1997 | K   | Palatset Changdeokgung                             |
| 1997 | K   | Fästningen Hwasong                                 |
| 2000 | K   | Begravningsplatserna i Gosjang, Hwasun och Ganghwa |
| 2000 | K   | Historiska platser i Gyeongju                      |
| 2007 | N   | Vulkaniska ön Jeju och lavatunnlar                 |
| 2009 | K   | Joseondynastins kungliga gravar                    |
| 2010 | K   | Historiska byar i Korea: Hahoe och Yangdong        |

## Syrien
| År   | Typ | Namn                                        |
| ---- | --- | ------------------------------------------- |
| 1980 | K   | Gamla staden i Damaskus                     |
| 1980 | K   | Gamla staden i Bosra samt amfiteatern       |
| 1980 | K   | Palmyras ruiner                             |
| 1988 | K   | Gamla staden i Aleppo                       |
| 2006 | K   | Crac des Chevaliers och Qal'at Salah El-Din |

## Tadzjikistan
| År   | Typ | Namn                        |
| ---- | --- | --------------------------- |
| 2010 | K   | Proto-urbana platsen Sarazm |

## Thailand
| År   | Typ | Namn                                                          |
| ---- | --- | ------------------------------------------------------------- |
| 1991 | K   | Historiska staden Ayutthaya och associerade historiska städer |
| 1991 | K   | Historiska staden Sukhothai och associerade historiska städer |
| 1991 | N   | Thungyai-Huai Kha Khaeng viltreservat                         |
| 1992 | K   | Ban Chiang, arkeologiskt område                               |
| 2005 | N   | Skogskomplexet Dong Phayayen-Khao Yai                         |

## Turkmenistan
| År   | Typ | Namn                      |
| ---- | --- | ------------------------- |
| 1999 | K   | Ruinerna i Merv           |
| 2005 | K   | Kunya Urgench             |
| 2007 | K   | Partiska fästingar i Nisa |

## Uzbekistan
| År   | Typ | Namn                                            |
| ---- | --- | ----------------------------------------------- |
| 1990 | K   | Itchan Kala                                     |
| 1993 | K   | De historiska delarna av Buchara                |
| 2000 | K   | De historiska delarna av Sjachrisabz            |
| 2001 | K   | Samarkand – kulturell mötesplats och smältdegel |

## Vietnam
| År   | Typ | Namn                                                            |
| ---- | --- | --------------------------------------------------------------- |
| 1993 | K   | Kejsarstaden Hué                                                |
| 1994 | N   | Ha-Longbukten                                                   |
| 1999 | K   | Gamla staden i Hoi An                                           |
| 1999 | K   | Tempelstaden My Son                                             |
| 2003 | N   | Phong Nha-Ke Bang nationalpark                                  |
| 2010 | K   | Centrala området av kejserliga citadellet i Thang Longs - Hanoi |